# Шерман-Окс
Шерман-Окс (англ. Sherman Oaks) — район в долине Сан-Фернандо Лос-Анджелеса штата Калифорния, основанный в 1927 году с последующими пограничными изменениями. По данным переписи 2010 года в Шерман-Окс проживает 52 677 человек. Среди них много знаменитостей, включая Дженнифер Энистон и Шайю Лабафа.